# Synegia malayana
Synegia malayana là một loài bướm đêm trong họ Geometridae.